# Переладов, Владимир Яковлевич
Владимир Яковлевич Переладов (14 октября 1918, Морозово, Алтайская губерния – 17 февраля 2008, Москва) — советский офицер, участник итальянского движения Сопротивления в годы Второй мировой войны, командир русского ударного батальона.
В июле 1941 года с 4-го курса Московского института народного хозяйства вступил добровольцем в народное ополчение, командир батареи 45-миллиметровых противотанковых пушек 21-го стрелкового полка Бауманского района 7-й дивизии народного ополчения города Москвы лейтенант В. Я. Переладов воевал на 242-м километре Минского шоссе под Вязьмой. Попал в немецкий плен, бежал с четвёртой попытки в Италии с помощью местных жителей. С марта 1944 года — командир сформированного им русского партизанского отряда, который за время боевых действий уничтожил 121 мост, подбил и уничтожил 350 машин с боеприпасами и живой силой противника, разрушил 500 гарнизонов чернорубашечников, захватил в плен не менее 4500 немецких и итальянских солдат и офицеров. После войны продолжил прерванную войной учёбу, работал в угольной промышленности на Крайнем Севере, затем в Госплане СССР. Жил в Москве, был председателем комиссии по делам военнопленных при Российском Комитете ветеранов войны и военной службы, членом Генсовета Международной конфедерации военнопленных. Вёл общественную работу, написал книгу «Записки русского гарибальдийца».

## Биография

### Ранние годы
Родился 14 октября 1918 года в деревне Морозово (ныне Искитимского района Новосибирской области). Рано лишился родителей, попал на воспитание в одну из воинских частей, стоявшую в Бердске. Несколько лет был сыном полка.
Окончил школу, рабфак. В 1937 году поступил в Московский институт народного хозяйства.

### Начало Великой Отечественной войны
В июле 1941 года с 4-го курса вступил добровольцем в народное ополчение. Лейтенант В. Я. Переладов назначен командиром батареи 45-миллиметровых противотанковых пушек 21-го стрелкового полка Бауманского района 7-й дивизии народного ополчения города Москвы (с 26 сентября 1941 года — 29-я стрелковая дивизия в составе 32-й армии). Участвовал в боях на 242-м километре Минского шоссе под Вязьмой.
Из воспоминаний В. Я. Переладова об одном из боевых эпизодов: «Я хорошо помню, как на позиции противотанковой батареи ринулись шесть танков. Казалось, что можно причинить этим стальным махинам сорокапятимиллиметровыми пушечками. Да ещё снарядов было мало. Решили подпустить ближе и бить наверняка. Когда эти грохочущие чудовища приблизились на расстояние 400—500 метров, мы открыли огонь. Три танка были подбиты».
В одном из боёв с 7 по 12 октября из карабина сбил немецкий бомбардировщик Ю-87.

### В немецком плену
Был тяжело ранен и попал в плен. Трижды бежал, но неудачно. В третий раз у него выпытывали соучастников побега, долго избивали и сломали карабином ногу в коленном суставе. Среди лишений и мучений, перенесённых в плену, В. Я. Переладов вспоминал голод: «Никакой пищи не было, если не считать, что раз в неделю немцы заводили в лагерь двух старых лошадей, отдавая их съедение военнопленным». Несмотря на пережитое, В. Я. Переладов отмечал, что «достоинство советского человека никогда не терял».
В августе 1943 года отправлен в Италию на строительство оборонительной «Готской линии». Снова бежал и был переправлен местными жителями в партизанский отряд, действовавший в горных районах провинции Модена.

### Командир русского партизанского отряда в Италии
В марте 1944 года возглавил сформированный им русский партизанский отряд. В июле 1944 года после 4-дневного штурма партизаны отряда в числе первых ворвались в крупный узловой пункт — город Монтефьорино. Была образована так называемая партизанская республика Монтефьорино. За заслуги его отряд был преобразован в Русский ударный батальон. Комиссаром батальона был назначен А. М. Тарасов. За годы войны бойцы Русского ударного батальона уничтожили 121 мост, подбили и уничтожили 350 машин с боеприпасами и живой силой противника, разрушили 500 гарнизонов чернорубашечников, захватили в плен не менее 4500 немецких и итальянских солдат и офицеров. Власти Италии объявили вознаграждение в размере 300 тысяч лир за поимку «капитане руссо», как называли Переладова итальянцы.
В ноябре по приказу командования отряд прорвался через линию фронта к городу Барга, где находились американские войска.

### После войны
15 апреля 1945 года Переладов вернулся в СССР, где некоторое время провёл в фильтрационных лагерях до выяснения обстоятельств его пребывания в плену. Затем в течение трёх лет лечился в госпиталях. Затем продолжил прерванную войной учёбу и по окончании института и аспирантуры в 1951 году девять лет работал заместителем главного инженера шахты № 2 комбината «Интауголь» на Крайнем Севере. Потом 17 лет работал главным специалистом сводного отдела капитальных вложений в Госплане СССР.
Последнее время жил в Москве. Председатель комиссии по делам военнопленных при Российском Комитете ветеранов войны и военной службы, член Генсовета Международной конфедерации военнопленных. Ведёт общественную работу, автор книги «Записки русского гарибальдийца». Несколько раз бывал у друзей в Италии.

## Награды и звания
Советские государственные награды:
- орден Красного Знамени
- орден Отечественной войны I степени

Итальянские награды:
- две гарибальдийские звезды «За воинскую доблесть»
- три Золотые именные медали

Почётный гражданин городов Сассуоло (Италия) и Бердска (Россия).

## Семья
По воспоминаниям В. Я. Переладова, он рано потерял родителей. Отец, Яков Павлович, умер после возвращения с Гражданской войны, а мать, Мавра Семеновна, — в 1932 году, оставив кроме Владимира ещё одного сына и дочь.
У В. Я. Переладова — двое сыновей.

## Оценки и мнения
Моя судьба после ожесточенных боев в составе Баумановской дивизии в первых числах октября 1941 года сложилась трагически. … Столько пришлось в плену испытать, что я не пожелал бы врагу.— В. Я. Переладов

Они сражались почти во всех отрядах, бригадах и дивизиях Корпуса Добровольцев Свободы и в ряде случаев командовали партизанскими отрядами. Так, в Эмилии-Романье «Русский батальон» под командованием В. Я. Переладова объединял свыше 100 советских граждан.— История второй мировой войны 1939—1945 годов. — М., 1979. — Т. 10. — С. 289.

С бойцами комбат вел себя просто, без показного командирского чванства. Он строго пресекал проявления партизанской расхлябанности, но никогда не опускался до мелочной придирчивости. Его распоряжения были всегда продуманы и четки. Кое-кому из партизан пришлось вспомнить, что такое воинская дисциплина.— Морозов А. Я. Гарибальдиец из Лизиновки
По оценке сотрудника Института истории СО РАН, кандидата исторических наук Михаила Шиловского, если сравнивать с количеством человек в партизанском отряде В. Я. Переладова, ущерб, который нанёс его батальон — большой и впечатляющий: «Впечатляет и количество взорванных мостов, и количество освобожденных территорий, поэтому это очень серьезный вклад».

## Мемуары
- Переладов В. Я. Записки русского гарибальдийца. — Новосибирск: Новосибирское книжное изд-во, 1988. — 220 с.

## Память
В музее школы № 11 города Бердска развернута экспозиция «Капитан Руссо», в которой представлены открытки, фотографии и письма В. Я. Переладова.